# Pigallem
Piguillem, Pigallem o Can Piguellem és una masia de Sant Pere de Torelló (Osona) protegida com a Bé Cultural d'Interès Local.

## Descripció
Edifici civil. Masia de planta rectangular en la qual es distingeixen diversos trams constructius, cada un cobert amb diferents teulats. La façana es troba orientada a migdia i presenta un portal de forma rectangular. A la part esquerra hi ha un cos de galeries que es prolonga cap a l'esquerra en un tram situat més enrere que el portal. Enfront hi ha l'era, que encara conserva alguns dels antics rajols. Aquest espai és tancat per un mur de poca alçada i una cabana sostinguda per grossos cavalls de fusta. A tramuntana hi ha un altre portal d'accés que coincideix amb el primer pis formant una petita eixida en el lloc on deuria haver-hi hagut un coll de pou. L'estat de conservació és mitjà. Està convertit en restaurant. A l'interior de la sala es conserva una llinda conopial interessant.
Construïda bàsicament amb pedra.

## Història
Aquest mas es troba dins el terme de l'antic nucli de la Vola, vella demarcació coneguda per AVETOLA i documentada des del 923. La parròquia de Sant Andreu de la Vola, a redós de la qual es formà el nucli, encara que tingui orígens més antics, fou dotada de nou i renovada l'any 1031.
Aquest mas possiblement es construís vers el segle xvii, ja que no el trobem esmentat en èpoques anteriors. No es pot descartar, però, la possibilitat de què canviés el nom. Per dades constructives sabem que a darreries del segle xvii es reformà o construí i al segle següent s'hi feren noves reformes.
Actualment s'ha convertit en un restaurant i és dels pocs masos habitats permanentment dels que es troben en aquest nucli. Cal remarcar que aquests masos encara avui no tenen llum, factor que contribueix a l'abandó dels mateixos.